# Штрах
Штрах (нем. Straach) — деревня в Германии, в земле Саксония-Анхальт, входит в район Виттенберг в составе городского округа Виттенберг.
Население составляет 559 человек (на 31 марта 2015 года). Занимает площадь 22,64 км².

## История
Первое упоминание о поселении относится к 1390 году.
До 31 декабря 2009 года Штрах образовывала собственную коммуну, куда также входили сёла Беркау (нем. Berkau, 51°58′06″ с. ш. 12°38′27″ в. д.) и Грабо (нем. Grabo, 51°56′59″ с. ш. 12°38′53″ в. д.).
1 января 2010 года, после проведённых реформ, Штрах, вместе с Беркау и Грабо, вошла в состав городского округа Виттенберг в качестве района.

## Галерея

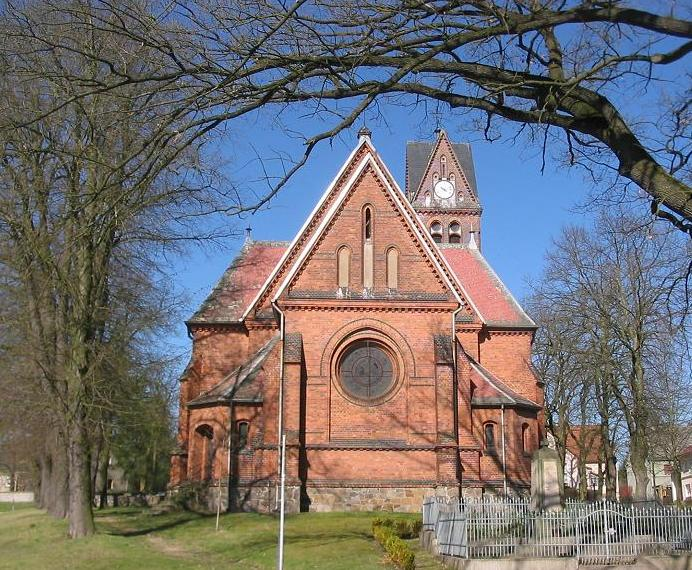
Церковь в Штрахе